# Club Atlético Deportivo Paraguayo
O Club Atlético Deportivo Paraguayo, também conhecido como Deportivo Paraguayo, é um clube esportivo argentino localizado no bairro de Barracas, em Buenos Aires, na Argentina. Foi fundado em 15 de agosto de 1961 e ostenta as cores                azul, vermelho e branco.
Sua principal atividade esportiva é o futebol profissional. O clube disputa a Primera D, uma das duas ligas que compõem a quinta e última divisão do sistema de ligas de futebol argentino. O clube não possui estádio próprio e manda seus jogos no estádio Juan Antonio Arias, de propriedade do Liniers, e cuja inauguração ocorreu em 1987. A praça esportiva, localizada na cidade de San Justo, no município de La Matanza, província de Buenos Aires, conta com capacidade para 3 000 espectadores.

## Títulos
| NACIONAIS | NACIONAIS          | NACIONAIS  | NACIONAIS | NACIONAIS  | NACIONAIS   |
| Divisão   | Competição         | Associação | Títulos   | Temporadas | Ref.        |
| --------- | ------------------ | ---------- | --------- | ---------- | ----------- |
| Quinta    | Primera División D | AFA        | 1         | 1991–92    | [ 6 ] [ 7 ] |